# Prosencéfalo
Se llama prosencéfalo a la porción anterior del encéfalo durante la fase de desarrollo del embrión. El prosencéfalo (encéfalo anterior), el mesencéfalo (encéfalo medio), y el rombencéfalo (encéfalo posterior) son las porciones del encéfalo cuando comienza el desarrollo del sistema nervioso central.
Durante el desarrollo embrionario el prosencéfalo se divide en diencéfalo (tálamo e hipotálamo), y telencéfalo (hemisferios cerebrales).

## Diferenciación
El proceso mediante el cual las estructuras del embrión y el feto van haciéndose más complejas se llama diferenciación.
El primer paso en la diferenciación del encéfalo es la formación en el extremo anterior del tubo neural de tres vesículas. La vesícula anterior forma el encéfalo anterior o prosencéfalo , inmediatamente detrás, la segunda vesícula forma el encéfalo medio o mesencéfalo y por último la tercera vesícula forma el rombencéfalo o encéfalo posterior que está conectado al resto del tubo neural primitivo que acaba por transformarse en la médula espinal.
El prosencéfalo es también llamado encéfalo anterior porque es el que da origen al lóbulo frontal del cerebro de embrión durante la etapa de gestación.

## Formación de las vesícula ópticas, diencéfalo y telencéfalo
El prosencéfalo da origen a:
- Las dos vesículas ópticas que se separan del prosencéfalo y se transforma en las 2 retinas (la retina es la porción posterior y sensible a la luz del ojo). Por lo tanto la retina pertenece al sistema nervioso central.
- Las vesículas telencefálicas que tras su desarrollo completo originan los hemisferios cerebrales.
- El diencéfalo que es una estructura única que a su vez se diferencia en varias regiones cerebrales como el tálamo y el hipotálamo.[2]